# Beyond Fear (álbum)
Beyond Fear es el álbum debut de la banda homónima Beyond Fear fundada por Tim Owens exvocalista de Iced Earth y Judas Priest.

## Lista de canciones
1. "Scream Machine" – 5:33
2. "And... You Will Die" – 3:53
3. "Save Me" – 3:57
4. "The Human Race" – 3:36
5. "Coming at You" – 3:14
6. "Dreams Come True" – 4:42
7. "Telling Lies" – 3:21
8. "I Don't Need This" – 3:30
9. "Words of Wisdom" – 3:47
10. "My Last Words" – 3:24
11. "Your Time Has Come" – 4:49
12. "The Faith" – 3:38

## Personal
- Tim 'Ripper' Owens - voz
- John Comprix - Guitarra
- Dwane Bihary - Guitarra rítmica
- Dennis Hayes - Bajo
- Eric Elkins - batería

- Datos: Q2900481